# Église San Domenico Maggiore

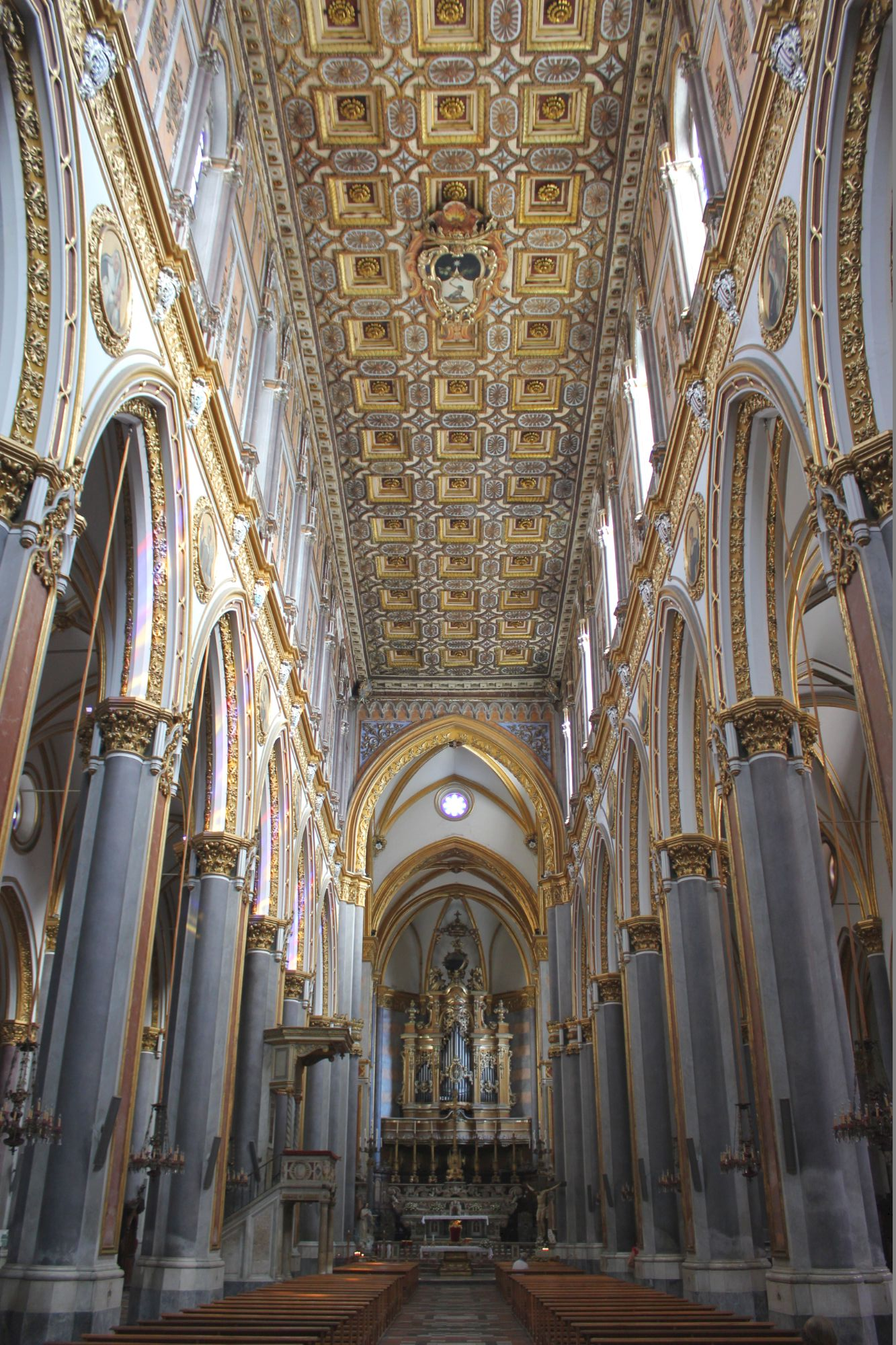
Vue de l'intérieur.

L'église San Domenico Maggiore est une église de Naples, parmi les plus importantes du point de vue de l'histoire, de l'art et de la culture de la cité. Construite sous le règne de Charles II d'Anjou, d'abord dans le style gothique, entre 1283 et 1324, elle est devenue le siège de l'ordre des dominicains dans le royaume de Naples, et l'église la plus prisée de la noblesse napolitaine d'origine aragonaise.
L'église fait partie d'un complexe monastique situé dans le centre historique de la ville, sur la place du même nom.

## Histoire
En 1231, des moines dominicains dirigés par le frère Tommaso Agni da Lentini s'établirent  à Naples, et prirent possession de l'ancien monastère de l'église San Michele Arcangelo de Morfisa, dirigé par les pères bénédictins.
La consécration de l'église Saint-Dominique eut lieu en 1255 à la demande du pape Alexandre IV, comme en témoigne une plaque à droite de l'entrée principale.
La construction de l'église fut ordonnée par le roi Charles, à la suite d'un vœu adressé à Marie-Madeleine durant sa détention dans la période des vêpres siciliennes. La première pierre fut posée le 6 janvier 1283, et les travaux durèrent jusqu'en 1324, avec l'ajout de travaux par les architectes français Pierre de Chaul et Pierre d'Angicourt.
L'église a été construite d'après les canons classiques de l'architecture gothique, avec trois nefs, des chapelles latérales, un grand transept et une abside polygonale. L'édifice est construit dans la direction opposée à l'église existante, c'est-à-dire avec l'abside donnant sur la place, derrière laquelle fut ouverte une entrée secondaire, durant la période aragonaise.

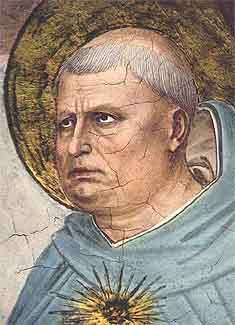
Saint Thomas d'Aquin a étudié et enseigné à San Domenico Maggiore.

Au cours des siècles, des personnalités illustres ont eu des liens étroits avec le couvent et son église. Saint Thomas d'Aquin, dont la cellule est encore ouverte dans le bâtiment, y enseigna la théologie. Parmi les anciens élèves illustres figurent les philosophes Giordano Bruno et Tommaso Campanella.
De nombreux travaux ont modifié la structure au cours des siècles : durant la Renaissance, des séismes et des incendies ont entraîné les premières reconstructions, notamment pour accueillir l'empereur Charles Quint en 1536. Divers aménagements de style baroque furent ajoutés au XVIIe siècle, parmi lesquels le remplacement du plancher, conçu par Domenico Antonio Vaccaro.
Avec l'avènement de Joachim Murat comme roi de Naples, les dominicains furent expropriés et l'ancien couvent avec son église devinrent bien public, de 1806 à 1815, ce qui  causa des dommages à la bibliothèque et au patrimoine artistique. Des travaux de restaurations s'ensuivirent, mis en place au XIXe siècle par Federico Travaglini. Ceux-ci conduisirent cependant à un changement complet de l'organisation d'origine de l'église. Les fresques du chœur sont l'œuvre de Michele de Napoli (1853-1854).
Les bâtiments ont subi des dommages au cours de la période de suppression des ordres religieux, quand les dominicains durent de nouveau quitter le couvent, entre 1865 et 1885, alors que l'église était convertie successivement en établissements publics divers (gymnases, écoles, hôpitaux pour mendiants, bureaux du tribunal).
La restauration de 1953 a fait disparaître les traces des bombardements de 1943. La restauration du plafond à caissons, des toits, des balustrades des chapelles, du sol et de l'orgue du XVIIIe siècle permettent au visiteur d'apprécier les fresques de Cavallini.

## Couvent

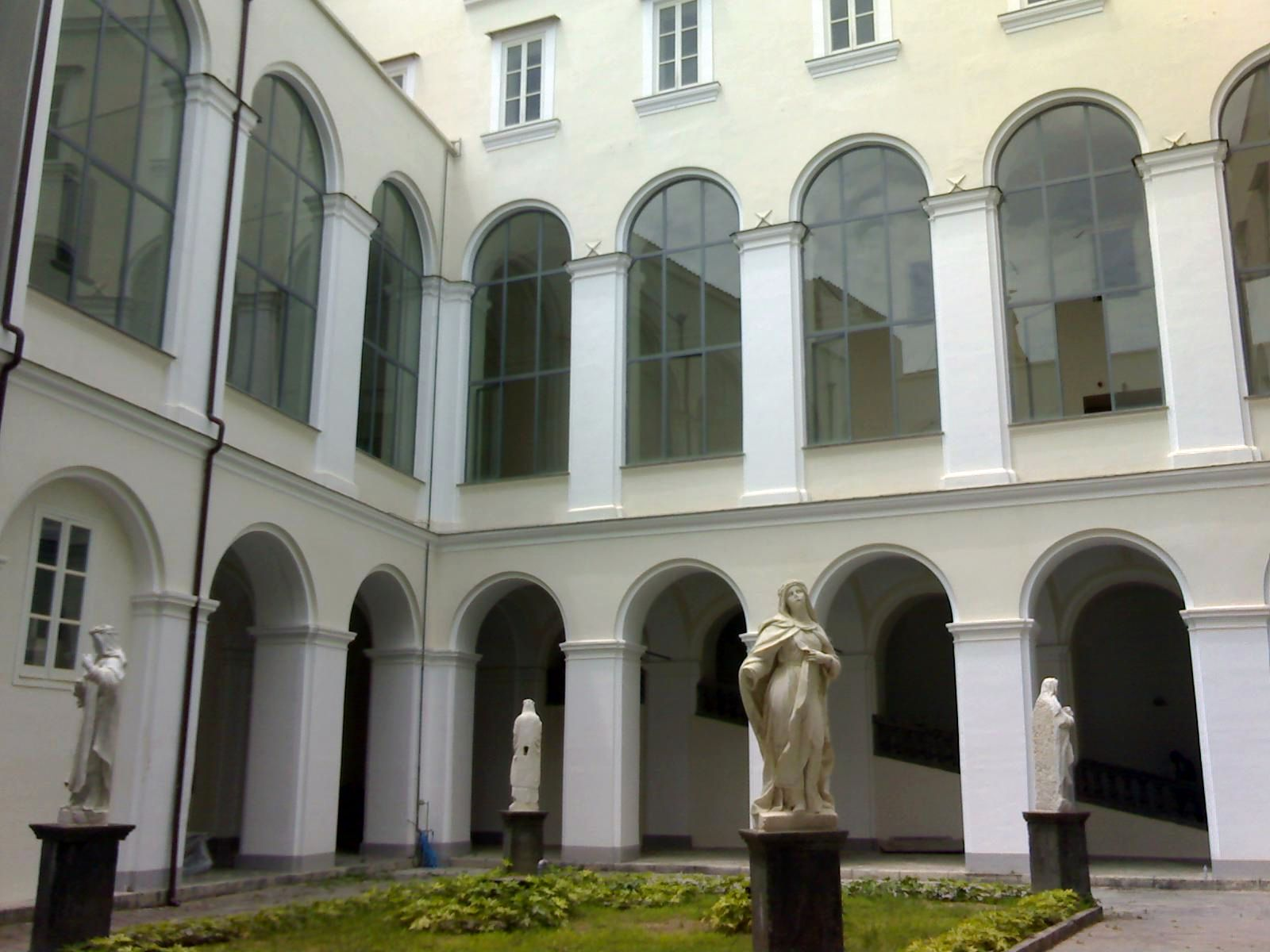
Cloître des statues.

L'accès au couvent, rénové en 2012, se fait par la cour depuis l'avenue Saint-Dominique, immédiatement à la droite de l'église. Il reflète les formes que lui donna l'architecte Francesco Antonio Picchiatti pendant les travaux de reconstruction effectués à la fin du XVIIe siècle.

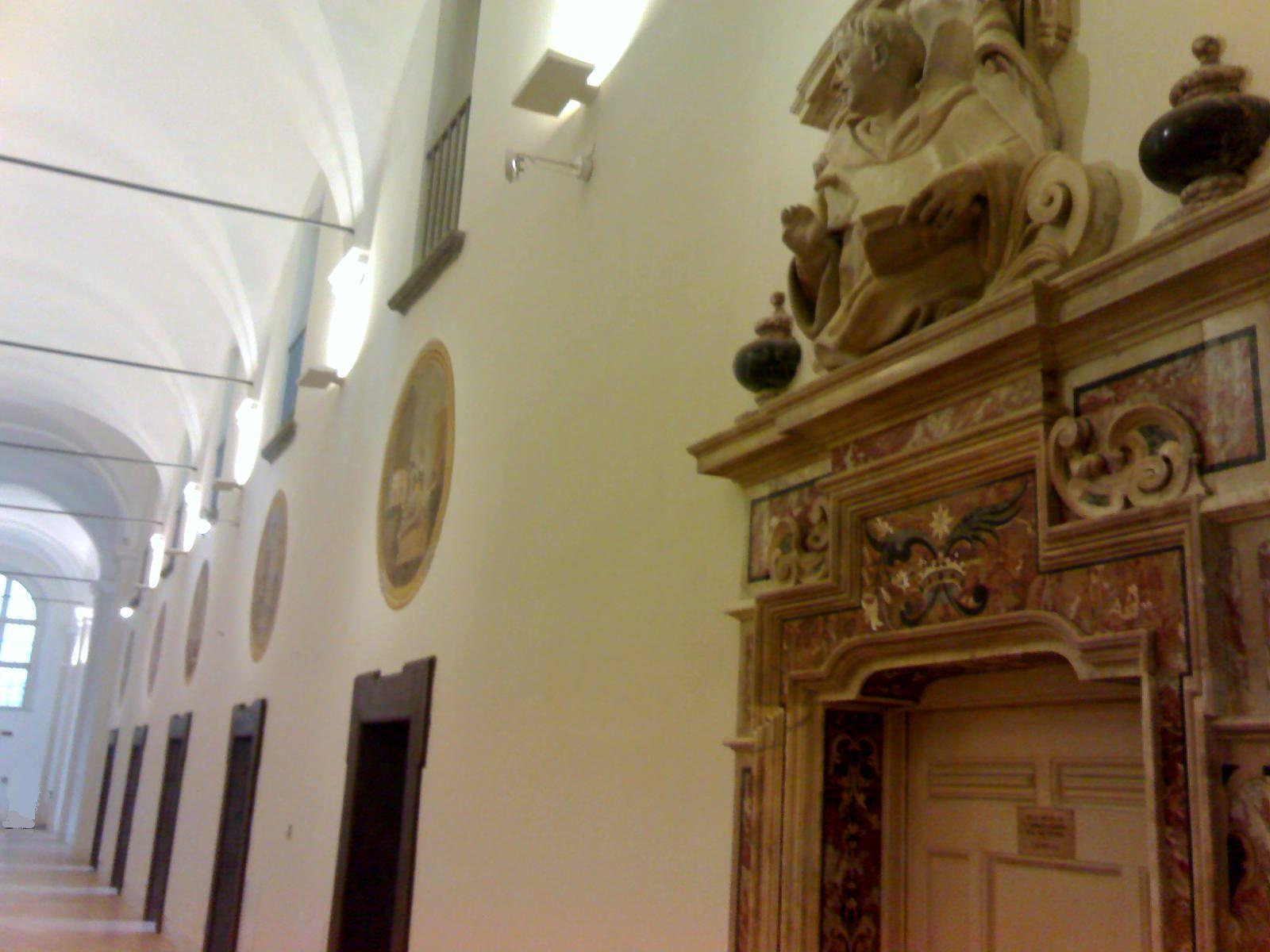
Les cellules des dominicains. Au premier plan, celle de saint Thomas d'Aquin.

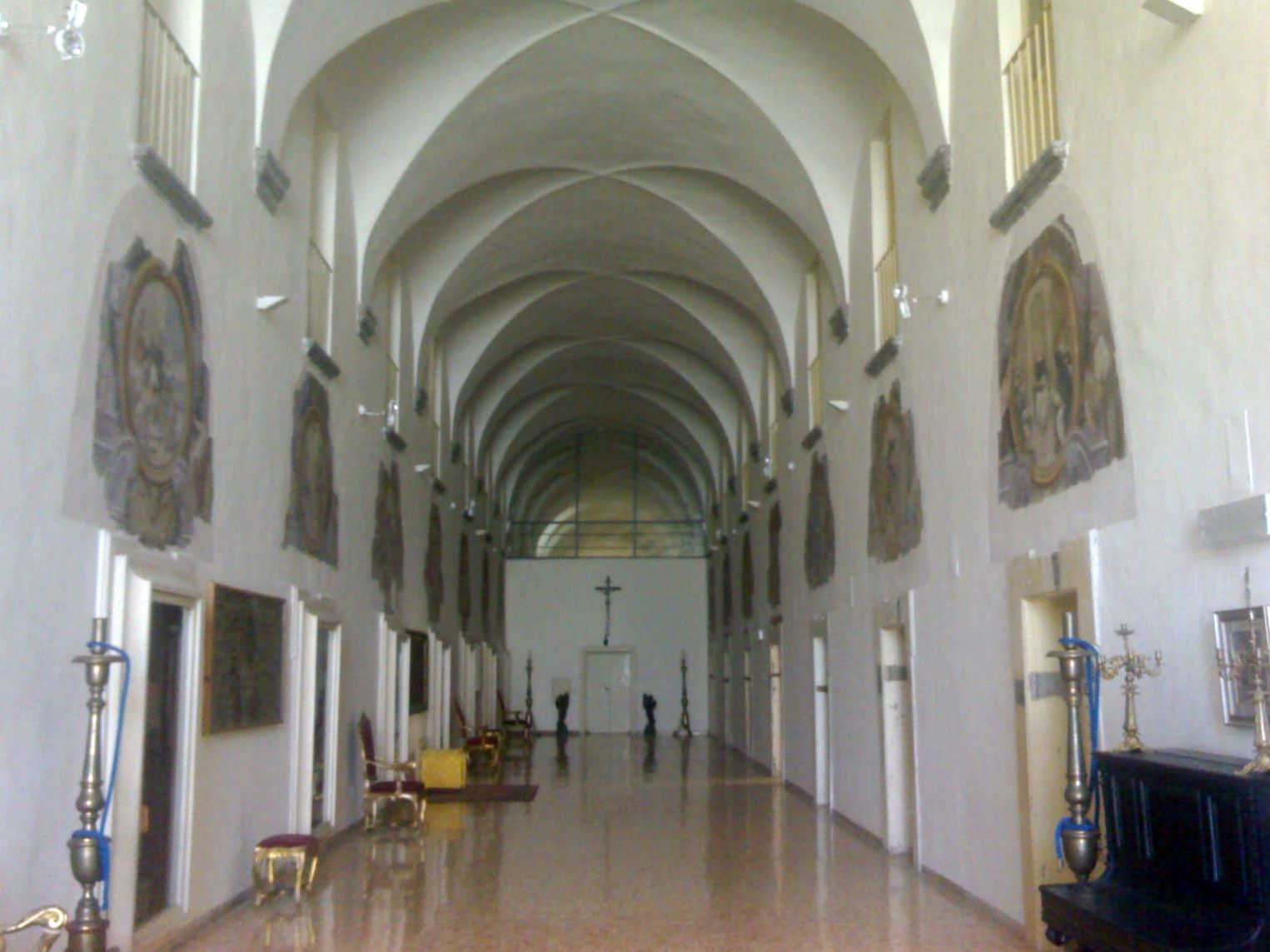
D'autres cellules au premier étage.

Le complexe religieux comprend trois cloîtres, même si l'un d'eux est devenu un gymnase communal et un autre le lycée Casanova, qui a également intégré la pièce où a vécu Giordano Bruno (maintenant disparue).

### Œuvres
L'église San Domenico Maggiore a longtemps abrité des œuvres d'art importantes :
- La Flagellation du Christ par Le Caravage, maintenant à la galerie nationale de Capodimonte,
- La Madone aux poissons de Raphaël, maintenant au musée du Prado,
- L'Annonciation du Titien, maintenant à la galerie nationale de Capodimonte,
- L'Adoration des Mages, anonyme flamand du XVIe siècle, maintenant à la galerie nationale de Capodimonte.

Parmi les œuvres encore présentes :
- Les fresques de la chapelle Brancaccio par Pietro Cavallini, du XIVe siècle, et le monument funéraire de Tommaso Brancaccio par Jacopo della Pila.
- Les tombes des membres de la famille Carafa par Tommaso Malvito dans la chapelle Carafa, connue aussi comme chapelle du Crucifix, dont celle de Diomede Ier Carafa.
- Le retable du XIIIe siècle auprès duquel Thomas d'Aquin eut sa vision (autrefois conservé dans la chapelle Carafa, maintenant remplacé par une copie, l'original est conservé à l'abri dans le couvent attenant).
- La grande fresque de Francesco Solimena au plafond de la sacristie.
- La Madeleine pénitente de Cesare Fracanzano[2].
- Des toiles de Marco Pino, Mattia Preti ou encore Luca Giordano.

D'autres ont malheureusement disparu :
- Vierge à l'Enfant, avec saint Jean et sainte Élisabeth de Fra Bartolomeo della Porta (1516),
- Vierge à l'Enfant par Andrea Sabbatini,
- Deux peintures de saints par Guido Reni,
- Saint Joseph par Luca Giordano (1680-1685)
- Épiphanie par Luca da Loida,
- Marie-Madeleine par un inconnu du Quattrocento (dans la chapelle de Marie-Madeleine, volé en 1968 )

## Source de la traduction
- (it) Cet article est partiellement ou en totalité issu de l’article de Wikipédia en italien intitulé « Chiesa di San Domenico Maggiore (Napoli) » (voir la liste des auteurs).